# 静江路
静江路，元朝时设置的路。
至元十五年（1278年）改静江府置，治所在临桂县（今广西壮族自治区桂林市），属湖广等处行中书省。辖境包有今广西壮族自治区桂林、临桂、阳朔、荔浦、永福、灵川、龙胜、兴安等市县地。为广西两江道宣慰司、岭南广西道肃政廉访司驻地。明朝洪武初年，复改静江府。